# Флорес, Сальвадор
Сальвадор Флорес (исп. Salvador Flores; 1906, Парагвай — неизвестно) — парагвайский футболист, защитник. Участник чемпионата мира 1930 года, серебряный призёр чемпионата Южной Америки 1929 года.

## Биография
Сальвадор Флорес родился в 1906 году.
Играл в футбол на позиции защитника. В 1929 году выступал в чемпионате Парагвая за «Соль де Америка», в 1930 году — за «Серро Портеньо» из Асунсьона.
В 1929 году в составе сборной Парагвая завоевал серебряную медаль чемпионата Южной Америки в Буэнос-Айресе. Провёл 2 матча, мячей не забивал.
В 1930 году участвовал в первом в истории чемпионате мира в Уругвае, где парагвайцы не смогли выйти из группы. Пропустив первый матч против сборной США (0:3), затем полностью отыграл поединок с Бельгией (1:0).
Дата смерти неизвестна.

## Достижения

### Командные
Сборная Парагвая
- Серебряный призёр чемпионата Южной Америки (1): 1929.